# Duque da Guarda

Brasão de Armas do Infante D. Fernando, Duque da Guarda.

O título de Duque da Guarda foi concedida por um Decreto Real datado de 5 de outubro de 1530, pelo Rei João III de Portugal a seu irmão mais novo, o Infante Dom Fernando.
Alguns autores dizem que o Infante também foi feito Duque de Trancoso na mesma data.
O Infante D. Fernando foi o único a ostentar o título de Duque de Guarda .
De acordo com seu pai, o Rei D. Manuel I, o Infante se casou com a herdeira mais rica e prestigiada Dona Guiomar Coutinho, 5ª Condessa de Marialva e 3ª Condessa de Loulé.
Mas quando o casamento do Infante foi anunciado, o 1º Marquês de Torres Novas (que mais tarde tornou-se o 1º Duque de Aveiro), declarou que tinha casado secretamente com a mais rica herdeira. O escândalo no Tribunal terminou quando o Rei D. João III ordenou a prisão Marquês por vários anos, permitindo a celebração do casamento do Infante D. Fernando.
Apesar de seu curto casamento, mas felizes, eles tiveram dois filhos (um menino e uma menina), que morreram em idade muitos jovens, antes de seus pais.